# Colchicum lusitanum
Colchicum lusitanum — багаторічна рослина родини пізньоцвітових.

## Поширення
Країни поширення: Алжир, Марокко, Туніс, Італія (вкл. Сардинія), Португалія, Іспанія (вкл. Балеарські острови), Гібралтар.